# شوشان یگوریان
شوشان یگوریان (ارمنی: Շուշան Եգոյան؛ انگلیسی: Shushanik Yegoryan؛ ۱۹۳۳) نقاش اهل ارمنستان است.

## زندگی‌نامه
وی در ۱۹۳۳ در قاهره به دنیا آمد . 